# ГЕС Ватірі
ГЕС Ватірі – комплекс із двох гідроелектростанцій у штаті Південна Кароліна (Сполучені Штати Америки). Знаходячись після ГЕС Роккі-Крік/Чедар-Крік, становить нижній ступінь каскаду на річці Ватірі (в верхній течії Катавба), яка дренує східний схил хребта Блу-Рідж (Аппалачі) та є лівим витоком річки Санті (впадає до Атлантичного океану за шість десятків кілометрів на північний схід від Чарлстону).  
В межах проекту річку перекрили комбінованою греблею висотою 23 метри, яка включає бетонну гравітаційну та земляну ділянки довжиною 442 та 418 метрів відповідно. Ця споруда утримує витягнуте по долині річки на 42 км водосховище з площею поверхні 52,7 км² та об’ємом 324 млн м3 (корисний об’єм 80,9 млн м3).  
Пригреблевий машинний зал обладнали п’ятьма турбінами типу Френсіс – двома потужністю по 17,1 МВт та трьома з показником 18,1 МВт (загальна номінальна потужність станції рахується як 82 МВт).
Видача продукції відбувається по ЛЕП, розрахованій на роботу під напругою 100 кВ.